# Oléamide
L'Oléamide est l'amide de l'acide oléique, l'acide gras monoinsaturé oméga-9 18:1 cis-Δ9. Il s'agit d'une substance endogène, c'est-à-dire présente naturellement dans l'organisme des animaux. Il s'accumule dans le liquide cérébrospinal durant la veille et provoque le sommeil. On l'étudie comme traitement possible des troubles de l'humeur et du sommeil. Il est semblable structurellement à l'anandamide, un cannabinoïde, et peut se lier au récepteur cannabinoïde de type 1.
Le mode d'action par lequel l'oléamide déclenche le sommeil fait actuellement l'objet de recherches. Il est probable qu'il interagisse avec plusieurs systèmes de neurotransmetteurs.